# تفنگداران لتونیایی
تفنگداران لتونیایی (لتونیایی: Latviešu strēlnieki) در اصل یک تشکیلات نظامی از نیروی زمینی امپراتوری روسیه بودند که از سال ۱۹۱۵ در لتونی به منظور دفاع از سرزمین‌های بالتیک در برابر امپراتوری آلمان در جنگ جهانی اول گرد آمدند.